# Monaster Trójcy Świętej Aleksandra Świrskiego
Monaster Trójcy Świętej Aleksandra Świrskiego – prawosławny męski klasztor w obwodzie leningradzkim, w odległości 21 km od miasta Łodiejnoje Pole, w jurysdykcji eparchii tichwińskiej Rosyjskiego Kościoła Prawosławnego.
Patronem klasztoru jest Trójca Święta; wymienianie w nazwie świętego mnicha Aleksandra Świrskiego wskazuje na osobę założyciela wspólnoty.
Monaster został założony pod koniec XV stulecia przez mnicha Aleksandra. Najstarszą częścią kompleksu jego budynków jest wzniesiona w 1533 w stylu nowogrodzkim cerkiew Opieki Matki Bożej, której fundatorem był wielki książę moskiewski Wasyl III. Z 1644 pochodzi sobór Przemienienia Pańskiego, zaś z 1791 – sobór Trójcy Świętej, zbudowany na miejscu drewnianej cerkwi, wzniesionej jeszcze przez twórcę wspólnoty. W 1685 w klasztorze powstała cerkiew Świętych Zachariasza i Elżbiety, zaś w 1718 – cerkiew św. Jana Damasceńskiego. Wszystkie budowle były fundacjami zamożnej rosyjskiej szlachty i kupców.
W XIX stuleciu klasztor był nieformalnie określany jako Północna Ławra, posiadał 27 placówek filialnych i skitów. Głównym przedmiotem kultu w monasterze pozostawały relikwie jego założyciela.
Po 1918 klasztor został zamknięty przez władze radzieckie. Przełożony wspólnoty, archimandryta Eugeniusz (Trofimow), został rozstrzelany, inni mnisi zmuszeni do wyjazdu z klasztoru. Budynki pełniły następnie różne funkcje: więzienia, koszar, domu inwalidów, sowchozu, szpitala psychiatrycznego.
W 1997 Rosyjski Kościół Prawosławny odzyskał część budynków monasterskich i reaktywował wspólnotę.